# Putbus
Putbus est une ville d'Allemagne se trouvant dans l'arrondissement de Poméranie-Occidentale-Rügen, en Poméranie occidentale, faisant partie du land de Mecklembourg-Poméranie-Occidentale. C'est la ville la plus récente de l'île de Rügen et sa station balnéaire la plus ancienne.

## Histoire
La localité de Putbus est mentionnée pour la première fois dans un document de 1286. Elle est le siège ancestral de la famille noble de Putbus. La ville moderne a été fondée par Guillaume Malte Ier, prince de Putbus, en 1810, reçoit le droit du marché en 1823, mais n’obtient la charte de ville qu’en 1960. En 1889, le chemin de fer de Bergen arrive, et en 1895, la première ligne des Rügensche Kleinbahn est ouverte.
En 1952, Putbus devient le siège d’un arrondissement qui est fusionné avec l’arrondissement de Bergen en 1956, restaurant l’arrondissement de Rügen. Le château est démoli entre 1962 et 1964.

## Personnalités liées à la ville
- Hermann Lietz (1868-1919), pédagogue né à Dumgenevitz.

## Jumelages
- Eutin (Allemagne) depuis 1990
- Rewal (Pologne) depuis 2002